# I liga chilijska w piłce nożnej (2003)
Chile 2003
Mistrzem Chile turnieju Apertura został klub Cobreloa, natomiast wicemistrzem Chile – CSD Colo-Colo.
Mistrzem Chile turnieju Clausura został klub Cobreloa, natomiast wicemistrzem Chile – CSD Colo-Colo.
Do Copa Libertadores w roku 2004 zakwalifikowały się następujące kluby:
- Cobreloa – mistrz Chile turnieju Apertura i Clausura,
- Universidad Concepción – pierwszy w tabeli sumarycznej,
- CSD Colo-Colo – drugi w tabeli sumarycznej.

Do Copa Sudamericana w roku 2003 zakwalifikowały się następujące kluby:
- CD Universidad Católica – Liguilla Pre-Copa Sudamericana,
- Provincial Osorno – Liguilla Pre-Copa Sudamericana.

Nikt nie spadł do II ligi, natomiast do I ligi awansowały:
- Everton Viña del Mar – mistrz drugiej ligi,
- La Serena – wicemistrz drugiej ligi.

I liga powiększona została z 16 do 18 klubów.

## Torneo Apertura 2003

### Apertura 1
| Data          | Mecz |
| ------------- | --- |
| 8 lutego 2003 | Santiago Wanderers – Universidad Concepción 5:2 Joel Soto 19k, 42, Jorge Guzmán 32, Victor Fuentes 45s, Rodrigo Sanhueza 62 – Juan José Ribera 36, 67k |
| 8 lutego 2003 | Coquimbo Unido – CSD Rangers 1:1 Duncan Olivares 77 – Fabián Ibarra 20                                                                                 |
| 8 lutego 2003 | Cobreloa – Club Universidad de Chile 4:1 Marcos González 20s, Jaime González 37, José Luis Díaz 42, Fernando Martel 63 – Renzo Yáñez 79                |
| 8 lutego 2003 | Puerto Montt – CD Palestino 1:0 Christian Gutiérrez 92                                                                                                 |
| 9 lutego 2003 | Temuco – CD Universidad Católica 1:1 Rodrigo Sáez 90 – Miguel Ponce 42                                                                                 |
| 9 lutego 2003 | Unión San Felipe – CD Cobresal 1:0 Johnny Chaparro 39                                                                                                  |
| 9 lutego 2003 | CD Huachipato – Unión Española 1:2 Héctor Mancilla 39 – José Luis Sierra 6, Pedro González 37                                                          |
| 9 lutego 2003 | CSD Colo-Colo – Audax Italiano 6:4 Iván Zamorano 38, 52, Gonzalo Fierro 54, Luis Quinteros 60, 80, 85 – Salvador Cabañas 9, 70k, 73, 88                |

### Apertura 2
| Data           | Mecz |
| -------------- | --- |
| 14 lutego 2003 | Universidad Concepción – Puerto Montt 1:3 Juan José Ribera 26 – Miguel Acosta 37, Fabio Escobar 64, 69                          |
| 15 lutego 2003 | Coquimbo Unido – Unión San Felipe 2:1 César Díaz 45, 55 – Paolo Vivar 60                                                        |
| 15 lutego 2003 | CSD Rangers – Cobreloa 1:1 Nestor Zanatta 53 – Jaime González 26                                                                |
| 15 lutego 2003 | CD Palestino – Temuco 4:0 René Montecino 10, Mario Núñez 42, 72, Roberto Kettlun 49                                             |
| 15 lutego 2003 | CD Universidad Católica – CD Huachipato 3:2 Sergio Gioino 9, 89, Miguel Ponce 17 – Cristián Reynero 14, Pablo Lenci 90s         |
| 15 lutego 2003 | Unión Española – CSD Colo-Colo 0:2 Iván Zamorano 66, Luis Quinteros 81k                                                         |
| 16 lutego 2003 | Audax Italiano – CD Cobresal 2:1 Felipe González 43, Néstor Contreras 60 – Juan Quiroga 21                                      |
| 16 lutego 2003 | Club Universidad de Chile – Santiago Wanderers 4:1 Mauricio Pinilla 26, Renzo Yáñez 38, Mauricio Donoso 45k, 69 – Joel Soto 14k |

### Apertura 3
| Data           | Mecz |
| -------------- | --- |
| 22 lutego 2003 | CSD Colo-Colo – CD Universidad Católica 1:1 Iván Zamorano 63 – Eduardo Rubio 12                                                                       |
| 22 lutego 2003 | Unión San Felipe – Audax Italiano 0:4 Alejandro Carrasco 3, Salvador Cabañas 15, 75, Ezequiel Garré 56                                                |
| 22 lutego 2003 | Santiago Wanderers – CSD Rangers 2:2 Rodrigo Núñez 7, Joel Soto 19 – Manuel Avendaño 41, Pascual de Gregorio 59                                       |
| 23 lutego 2003 | Temuco – Universidad Concepción 0:1 Marco Olea 34 |
| 23 lutego 2003 | CD Cobresal – Unión Española 5:1 Juan Silva 1, Pedro Rivera 5, Alejandro Acosta 56, Damián Yáñez 77, Víctor González 90 – Richard Olivares 89         |
| 23 lutego 2003 | Cobreloa – Coquimbo Unido 1:0 José Luis Díaz 18 |
| 23 lutego 2003 | Puerto Montt – Club Universidad de Chile 1:1 Marcelo Corrales 45k – Mauricio Pinilla 12                                                               |
| 23 lutego 2003 | CD Huachipato – CD Palestino 4:2 Héctor Mancilla 30, Federico Bongioanni 40, Nelson Lizana 79, Rodrigo Millar 85 – Rodrigo Toloza 75, Mario Núñez 90k |

### Apertura 4
| Data         | Mecz |
| ------------ | --- |
| 1 marca 2003 | Cobreloa – Unión San Felipe 3:0 Jonathan Cisternas 3, Cristian Morales 31, José Luis Díaz 62                                                 |
| 1 marca 2003 | Unión Española – Audax Italiano 1:3 José Luis Sierra 70 – Alejandro Carrasco 36, Juan Martínez 43, Salvador Cabañas 71                       |
| 1 marca 2003 | Club Universidad de Chile – Temuco 6:0 Faustino Asprilla 17k, Renzo Yáñez 47, Mauricio Pinilla 51, 60, Fernando Pierucci 87, Rodolfo Moya 90 |
| 1 marca 2003 | Coquimbo Unido – Santiago Wanderers 0:2 Jorge Guzmán 53, Joel Soto 65                                                                        |
| 2 marca 2003 | CD Universidad Católica – CD Cobresal 0:0 |
| 2 marca 2003 | Universidad Concepción – CD Huachipato 0:0                                                                                                   |
| 2 marca 2003 | CD Palestino – CSD Colo-Colo 0:2 Manuel Neira 33, Luis Quinteros 66                                                                          |
| 2 marca 2003 | CSD Rangers – Puerto Montt 4:0 Gustavo Semino 6, Pascual de Gregorio 9, Marco Bautista 40, Iván Álvarez 92                                   |

### Apertura 5
| Data         | Mecz |
| ------------ | --- |
| 7 marca 2003 | Audax Italiano – CD Universidad Católica 2:1 Felipe González 33, Salvador Cabañas 74k – Mark González 36                         |
| 8 marca 2003 | Santiago Wanderers – Cobreloa 0:1 José Luis Díaz 18                                                                              |
| 8 marca 2003 | Unión San Felipe – Unión Española 2:2 Rodrigo Castro 29, Paolo Vivar 32k – José Luis Sierra 44, Roberto Órdenes 77               |
| 8 marca 2003 | Temuco – CSD Rangers 1:1 Paulo Pérez 81k – Iván Álvarez 35                                                                       |
| 9 marca 2003 | CD Huachipato – Club Universidad de Chile 2:2 Rodrigo Millar 45, Cristián Reynero 56 – Mauricio Pinilla 21, Faustino Asprilla 75 |
| 9 marca 2003 | CSD Colo-Colo – Universidad Concepción 1:1 Luis Quinteros 69k – Rodrigo Raín 29                                                  |
| 9 marca 2003 | CD Cobresal – CD Palestino 1:0 Juan Silva 40                                                                                     |
| 9 marca 2003 | Puerto Montt – Coquimbo Unido 1:1 Marcelo Corrales 84k – Rubén Ramírez 75                                                        |

### Apertura 6
| Data          | Mecz |
| ------------- | --- |
| 15 marca 2003 | CD Universidad Católica – Unión Española 4:2 Pedro Reyes 24s, Eduardo Rubio 34, Mark González 69, Miguel Ramírez 79k – Gustavo Bizcayzacú 18, 51k |
| 15 marca 2003 | CSD Rangers – CD Huachipato 1:1 Ramón Ávila 37 – Federico Bongioanni 10                                                                           |
| 15 marca 2003 | Cobreloa – Puerto Montt 2:0 Jaime González 1, José Luis Diaz 70                                                                                   |
| 15 marca 2003 | Santiago Wanderers – Unión San Felipe 1:1 Rodrigo Barra 85 – Carlos Bechtholdt 90                                                                 |
| 15 marca 2003 | CD Palestino – Audax Italiano 1:5 José Luis Villanueva 69 – Salvador Cabañas 7, 22k, 68, 82, Ezequiel Garré 19                                    |
| 16 marca 2003 | Club Universidad de Chile – CSD Colo-Colo 0:0 |
| 16 marca 2003 | Universidad Concepción – CD Cobresal 1:2 Marco Olea 2 – Fernando Rodríguez 26, Juan Quiroga 38k                                                   |
| 16 marca 2003 | Coquimbo Unido – Temuco 1:2 Eduardo Muñoz 59 – Elton Troncoso 12, 77                                                                              |

### Apertura 7
| Data          | Mecz |
| ------------- | --- |
| 21 marca 2003 | Audax Italiano – Universidad Concepción 2:1 Nestor Contreras 10, Alejandro Carrasco 77 – Ariel Segalla 37k                          |
| 22 marca 2003 | Unión Española – CD Palestino 1:2 José Luis Jérez 48 – José Luis Villanueva 5, Mario Núñez 12                                       |
| 22 marca 2003 | Temuco – Cobreloa 3:1 Hugo Droguett 45, Elton Troncoso 51k, Paulo Pérez 71 – Patricio Galaz 39                                      |
| 22 marca 2003 | Unión San Felipe – CD Universidad Católica 1:3 Paolo Vivar 11k – Miguel Ramírez 17k, Kormac Valdebenito 29, Daniel Pérez 45         |
| 23 marca 2003 | CD Huachipato – Coquimbo Unido 3:1 Rodrigo Millar 25k, 35, Federico Bongioanni 84 – Rafael Celedón 34k                              |
| 23 marca 2003 | CD Cobresal – Club Universidad de Chile 3:3 Fernando Rodríguez 3, 74, Juan Quiroga 47 – Mauricio Pinilla 68, 75, Mauricio Donoso 78 |
| 23 marca 2003 | Puerto Montt – Santiago Wanderers 2:1 Fabio Escobar 53, Manuel López 66 – Joel Soto 3                                               |
| 23 marca 2003 | CSD Colo-Colo – CSD Rangers 1:1 Luis Quinteros 6 – Nestor Zanatta 82k                                                               |

### Apertura 8
| Data            | Mecz |
| --------------- | --- |
| 4 kwietnia 2003 | Santiago Wanderers – Temuco 1:1 Rodrigo Sanhueza 29 – Eladio Rojas Reyes 19                                    |
| 5 kwietnia 2003 | CD Palestino – CD Universidad Católica 2:2 Mario Núñez 26, 50 – Sergio Gioino 11, 37                           |
| 5 kwietnia 2003 | Cobreloa – CD Huachipato 2:1 Fernando Cornejo 25, Fernando Martel 78 – Héctor Mancilla 28                      |
| 6 kwietnia 2003 | CSD Rangers – CD Cobresal 3:3 Ramón Ávila 30, Ivan Alvarez 45, 69 – Juan Quiroga 39, 60k, Juan Silva 42        |
| 6 kwietnia 2003 | Universidad Concepción – Unión Española 3:1 Ricardo Viveros 31, 48, Jorge Valdivia 55 – Gustavo Biscayzacú 53k |
| 6 kwietnia 2003 | Puerto Montt – Unión San Felipe 1:2 Marcelo Corrales 49 – Fabián Muñoz 17, 77                                  |
| 6 kwietnia 2003 | Club Universidad de Chile – Audax Italiano 1:1 Faustino Asprilla 89 – Néstor Contreras 50                      |
| 6 kwietnia 2003 | Coquimbo Unido – CSD Colo-Colo 0:4 Gonzalo Fierro 58, Iván Zamorano 72, 77, Luis Quinteros 81k                 |

### Apertura 9
| Data             | Mecz |
| ---------------- | --- |
| 11 kwietnia 2003 | Audax Italiano – CSD Rangers 4:4 Felipe González 7, Cristián Chaparro 18, Salvador Cabañas 65k, 74k – Pascual de Gregorio 9, Moisés Avila 12, Gustavo Semino 63k, Carioca 70 |
| 12 kwietnia 2003 | Unión Española – Club Universidad de Chile 1:1 Gustavo Biscayzacú 31k – Mauricio Pinilla 29                                                                                  |
| 12 kwietnia 2003 | CD Universidad Católica – Universidad Concepción 0:0 |
| 12 kwietnia 2003 | Unión San Felipe – CD Palestino 0:1 Fernando López 18 |
| 13 kwietnia 2003 | CD Huachipato – Santiago Wanderers 1:0 Federico Bongioanni 30 |
| 13 kwietnia 2003 | CD Cobresal – Coquimbo Unido 4:0 Rodrigo Viligrón 36, Juan Quiroga 60, 68, Carlos Barraza 77                                                                                 |
| 13 kwietnia 2003 | Temuco – Puerto Montt 2:3 Elton Troncoso 37, 78k – Marcelo Corrales 35, 45, David Reyes 49                                                                                   |
| 13 kwietnia 2003 | CSD Colo-Colo – Cobreloa 0:2 Patricio Galaz 29, 55 |

### Apertura 10
| Data             | Mecz |
| ---------------- | --- |
| 18 kwietnia 2003 | Cobreloa – CD Cobresal 2:1 Fernando Martel 73, Juan Carlos Madrid 90 – Fernando Rodríguez 21                                                                                             |
| 19 kwietnia 2003 | Puerto Montt – CD Huachipato 3:0 David Reyes 23, Ángel Carreño 55, Alonzo Zúñiga 91 |
| 19 kwietnia 2003 | Santiago Wanderers – CSD Colo-Colo 4:3 José Contreras 7, Joel Soto 39, 65k, Rodrigo Barra 75 – Luis Quinteros 22, Braulio Leal 73, Luis Díaz 81                                          |
| 19 kwietnia 2003 | Coquimbo Unido – Audax Italiano 1:0 Ricardo Olivares 37 |
| 20 kwietnia 2003 | Universidad Concepción – CD Palestino 8:2 Ricardo Viveros 12, 49, Marco Olea 16, 30, Juan José Ribera 43, 62, Rodrigo Raín 72, Renato Ramos 90 – Mario Nuñez 83, José Luis Villanueva 87 |
| 20 kwietnia 2003 | Club Universidad de Chile – CD Universidad Católica 3:2 Marco González 10, Rodolfo Moya 32, Faustino Asprilla 89 – Albert Acevedo 15, Sergio Gioino 51k                                  |
| 20 kwietnia 2003 | CSD Rangers – Unión Española 2:2 Marco Bautista 75, Rodrigo Garrido 80 – German Tagle 36, Gustavo Biscayzacú 82k                                                                         |
| 20 kwietnia 2003 | Temuco – Unión San Felipe 3:0 Elton Troncoso 4, 44, Paulo Pérez 7 |

### Apertura 11
| Data             | Mecz |
| ---------------- | --- |
| 26 kwietnia 2003 | CD Universidad Católica – CSD Rangers 1:3 Sergio Gioino 67 – Moisés Avila 47, 69, Juan José Albornoz 84                     |
| 26 kwietnia 2003 | Unión Española – Coquimbo Unido 2:1 Gustavo Bizcayzacú 55, José Luis Sierra 85 – Germán Tagle 60s                           |
| 26 kwietnia 2003 | CD Palestino – Club Universidad de Chile 1:0 Jorge Muñoz 74                                                                 |
| 27 kwietnia 2003 | CD Huachipato – Temuco 2:3 Luis Chavarría 66, Héctor Mancilla 75 – Hugo Droguett 8, Elton Troncoso 63, Héctor Santibáñez 82 |
| 27 kwietnia 2003 | CD Cobresal – Santiago Wanderers 1:2 Juan Quiroga 15 – Rodrigo Núñez 42, Matías Guerrero 59                                 |
| 27 kwietnia 2003 | Unión San Felipe – Universidad Concepción 2:0 Nicolás Suárez 8, Jorge Gómez 87                                              |
| 27 kwietnia 2003 | CSD Colo-Colo – Puerto Montt 1:1 Miguel Acosta 71s – Álvaro Sarabia 37                                                      |
| 28 kwietnia 2003 | Audax Italiano – Cobreloa 3:2 Salvador Cabañas 5k, 71, Carlos Díaz 89 – Jaime González 25, Patricio Galaz 60                |

### Apertura 12
| Data        | Mecz |
| ----------- | --- |
| 2 maja 2003 | Temuco – CSD Colo-Colo 5:1 Hugo Droguett 6, Elton Troncoso 56, 65, Juan Claudio González 60, Luis Aravena 80 – Juan Pablo Úbeda 45                       |
| 3 maja 2003 | Santiago Wanderers – Audax Italiano 3:0 Joel Soto 4, 65, Rodrigo Sanhueza 90                                                                             |
| 3 maja 2003 | Coquimbo Unido – CD Universidad Católica 1:3 Jaime Sandoval 49 – Sergio Gioino 28, Daniel Pérez 72, Mark González 86                                     |
| 3 maja 2003 | Cobreloa – Unión Española 2:1 Fernando Martel 75k, Rodrigo Pérez 90 – Gustavo Biscayzacú 45                                                              |
| 4 maja 2003 | CD Huachipato – Unión San Felipe 1:0 Rodrigo Millar 27                                                                                                   |
| 4 maja 2003 | Puerto Montt – CD Cobresal 3:0 Álvaro Sarabia 18, Marcelo Corrales 33, Alonzo Zúñiga 64                                                                  |
| 4 maja 2003 | Club Universidad de Chile – Universidad Concepción 2:3 Fernando Pierucci 14, Faustino Asprilla 66 – Fernando Solís 3k, Marco Olea 23, Ricardo Viveros 59 |
| 4 maja 2003 | CSD Rangers – CD Palestino 2:1 Iván Álvarez 24, Moisés Avila 40k – José Luis Villanueva 66                                                               |

### Apertura 13
| Data         | Mecz |
| ------------ | --- |
| 9 maja 2003  | Audax Italiano – Puerto Montt 3:4 Felipe González 26, Salvador Cabañas 40, Fernando González 45 – Marcelo Corrales 11, 29, Ángel Carreño 45, David Reyes 70 |
| 10 maja 2003 | CD Palestino – Coquimbo Unido 1:0 Joel Estay 90 |
| 10 maja 2003 | Unión Española – Santiago Wanderers 2:1 Roberto Órdenes 68, José Luis Sierra 79 – Héctor Robles 48                                                          |
| 10 maja 2003 | Unión San Felipe – Club Universidad de Chile 0:0 |
| 10 maja 2003 | CSD Colo-Colo – CD Huachipato 2:1 Juan Pablo Úbeda 45, 74 – Héctor Mancilla 66                                                                              |
| 11 maja 2003 | CD Cobresal – Temuco 5:0 Juan Quiroga 30, Damián Yáñez 53, Rodrigo Viligrón 55, Fernando Rodríguez 65, Víctor González 82                                   |
| 11 maja 2003 | CD Universidad Católica – Cobreloa 3:1 Sergio Gioino 34, Mark González 90, Daniel Pérez 92 – Hugo Ovelar 45                                                 |
| 11 maja 2003 | Universidad Concepción – CSD Rangers 5:0 Fernando Solís 5k, Andrés Oroz 22, 40, 56, Jorge Valdivia 28                                                       |

### Apertura 14
| Data         | Mecz |
| ------------ | --- |
| 16 maja 2003 | Cobreloa – CD Palestino 1:0 Rodrigo Pérez 82                                                                                          |
| 16 maja 2003 | CD Huachipato – CD Cobresal 1:0 Denis Montecinos 61                                                                                   |
| 17 maja 2003 | CSD Colo-Colo – Unión San Felipe 4:2 Miguel Riffo 48, Manuel Neira 60, Juan Pablo Úbeda 79, Marcelo Espina 87k – Fabián Muñoz 14, 66k |
| 17 maja 2003 | CSD Rangers – Club Universidad de Chile 2:2 Marco Bautista 15, Iván Álvarez 59 – Nelson Pinto 72, Mauricio Pinilla 87                 |
| 18 maja 2003 | Puerto Montt – Unión Española 2:3 Marcelo Corrales 30, 91 – José Luis Jérez 16, 60, Pedro González 89                                 |
| 18 maja 2003 | Santiago Wanderers – CD Universidad Católica 0:2 Carlos Verdugo 37, Cristián Álvarez 65                                               |
| 18 maja 2003 | Temuco – Audax Italiano 2:3 Hugo Droguett 65, Patricio Lira 82 – Fernando González 68, 81, Salvador Cabañas 72                        |
| 18 maja 2003 | Coquimbo Unido – Universidad Concepción 0:1 Fernando Solís 73k                                                                        |

### Apertura 15
| Data         | Mecz |
| ------------ | --- |
| 23 maja 2003 | CD Cobresal – CSD Colo-Colo 1:0 Fernando Rodriguez 11                                                                                      |
| 24 maja 2003 | Club Universidad de Chile – Coquimbo Unido 4:3 Mauricio Pinilla 43, Fernando Pierucci 87, 90, 91 – Rubén Ramírez 8, 27, Duncan Olivares 85 |
| 24 maja 2003 | CD Universidad Católica – Puerto Montt 1:1 Miguel Ponce 81 – Álvaro Sarabia 61                                                             |
| 24 maja 2003 | Universidad Concepción – Cobreloa 2:1 Diego Guidi 55, Rodrigo Raín 80 – Juan Carlos Madrid 90                                              |
| 24 maja 2003 | Audax Italiano – CD Huachipato 1:2 Felipe González 23 – Federico Bongioanni 62, Roberto Bassaletti 80                                      |
| 25 maja 2003 | CD Palestino – Santiago Wanderers 1:1 Mario Núñez 52k – Joel Soto 79                                                                       |
| 25 maja 2003 | Unión Española – Temuco 3:1 Gustavo Biscayzacú 36, Pedro González 68, 70 – Paulo Pérez 54                                                  |
| 25 maja 2003 | Unión San Felipe – CSD Rangers 1:1 José Omar Fuente 2 – Pascual de Gregorio 65                                                             |

### Tabele końcowe turnieju Apertura 2003
Choć wszystkie kluby pierwszej ligi grały ze sobą każdy z każdym, to o mistrzostwie nie decydowała ogólna tabela. Kluby zostały wcześniej podzielone na 4 grupy. O awansie do następnej rundy decydowało najpierw miejsce w grupie, a dopiero potem dorobek punktowo-bramkowy. Z grup 1, 3 i 4 po trzy najlepsze kluby awansowały bezpośrednio do 1/8 finału mistrzostw, a z grupy 2 bezpośrednio do 1/8 finału awansowały dwa kluby. Do fazy barażowej (tzw. Repechaje), która miała wyłonić dwunastego uczestnika 1/8 finału awansował trzeci zespół grupy 2 i czwarty zespół grupy 3.

#### Grupa 1
| Poz. | Klub           | Mecze | Zw | Rem | Por | Pkt | BrZd | BrStr |
| ---- | -------------- | ----- | -- | --- | --- | --- | ---- | ----- |
| 1    | Cobreloa       | 15    | 10 | 1   | 4   | 31  | 26   | 16    |
| 2    | CD Huachipato  | 15    | 6  | 3   | 6   | 21  | 22   | 22    |
| 3    | Unión Española | 15    | 5  | 3   | 7   | 18  | 24   | 32    |
| 4    | CD Palestino   | 15    | 5  | 2   | 8   | 17  | 18   | 28    |

#### Grupa 2
| Poz. | Klub                      | Mecze | Zw | Rem | Por | Pkt | BrZd | BrStr |
| ---- | ------------------------- | ----- | -- | --- | --- | --- | ---- | ----- |
| 1    | Puerto Montt              | 15    | 7  | 4   | 4   | 25  | 26   | 22    |
| 2    | Club Universidad de Chile | 15    | 4  | 8   | 3   | 20  | 30   | 24    |
| 3    | Unión San Felipe          | 15    | 3  | 4   | 8   | 13  | 13   | 26    |
| 4    | Coquimbo Unido            | 15    | 2  | 2   | 11  | 8   | 12   | 30    |

#### Grupa 3
| Poz. | Klub               | Mecze | Zw | Rem | Por | Pkt | BrZd | BrStr |
| ---- | ------------------ | ----- | -- | --- | --- | --- | ---- | ----- |
| 1    | Audax Italiano     | 15    | 8  | 2   | 5   | 26  | 37   | 30    |
| 2    | CD Cobresal        | 15    | 6  | 3   | 6   | 21  | 27   | 19    |
| 3    | CSD Rangers        | 15    | 3  | 11  | 1   | 20  | 28   | 26    |
| 4    | Santiago Wanderers | 15    | 5  | 4   | 6   | 19  | 24   | 23    |

#### Grupa 4
| Poz. | Klub                    | Mecze | Zw | Rem | Por | Pkt | BrZd | BrStr |
| ---- | ----------------------- | ----- | -- | --- | --- | --- | ---- | ----- |
| 1    | Universidad Concepción  | 15    | 7  | 3   | 5   | 24  | 29   | 21    |
| 2    | CD Universidad Católica | 15    | 6  | 6   | 3   | 24  | 27   | 20    |
| 3    | CSD Colo-Colo           | 15    | 6  | 5   | 4   | 23  | 28   | 23    |
| 4    | Temuco                  | 15    | 5  | 3   | 7   | 18  | 24   | 33    |

### Repechaje
| 28.05 2003 Unión San Felipe – Santiago Wanderers 2:2 (0:1) 0:1 José Contreras 14, 0:2 Rodrigo Núñez 50, 1:2 Juan Cruz Real 73, 2:2 Fabián Muñoz 89k mecz rozegrany został w San Felipe do 1/8 finału dzięki lepszemu dorobkowi bramkowo-punktowemu awansował klub Santiago Wanderers |

### 1/8 finału
W dwumeczach różnica bramkowa nie miała żadnego znaczenia – liczyły się tylko punkty. Jeśli po zakończeniu rewanżu obie drużyny miały jednakową liczbę punktów, sędzia zarządzał dogrywkę, która trwała do pierwszej strzelonej bramki. Wtedy drużyna, która zdobyła bramkę w dogrywce awansowała dalej.
| CD Cobresal – CSD Colo-Colo 3:0 i 1:2 (dog) 1 31.05 2003 1:0 Fernando Rodríguez 18, 2:0 Juan Quiroga 23k, 3:0 Juan Quiroga 55k 2 15.06 2003 0:1 Manuel Neira 4, 0:2 Manuel Neira 61, 1:2 Fernando Rodríguez 114 |
| Club Universidad de Chile – Universidad Concepción 0:0 i 3:4 (dog) 1 31.05 2003 0:0 2 15.06 2003 0:1 Jorge Valdivia 5, 1:1 Cristián Mora 22k, 1:2 Luis Figueroa 41, 2:2 Rodolfo Moya 44, 2:3 Marco Olea 63, 3:3 Rodrigo Rain 81s, 3:4 Mauricio Cataldo 96                                                                           |
| Unión Española – Cobreloa 3:3 i 2:3 (dog) 1 1.06 2003 1:0 Gustavo Biscayzacú 8, 1:1 Darío Verón 26, 1:2 Patricio Galaz 35, 2:2 Pedro Reyes 45, 2:3 Jaime González 49, 3:3 Gustavo Biscayzacú 86k 2 15.06 2003 0:1 Fernando Martel 3, 0:2 José Luis Díaz 38, 1:2 Roberto Órdenes 42, 2:2 José Luis Sierra 47, 2:3 Patricio Galaz 103 |
| Santiago Wanderers – Audax Italiano 3:1 i 0:0 1 1.06 2003 1:0 José Soto 1, 2:0 Joel Soto 62k, 2:1 Cristián Chaparro 83, 3:1 Christian Gálvez 90 2 14.06 2003 0:0 |
| CSD Rangers – Puerto Montt 2:1 i 0:3 (dog) 1 1.06 2003 1:0 Pascual de Gregorio 5, 1:1 Marcelo Corrales 28, 2:1 Gustavo Semino 42 2 15.06 2003 0:1 Marcelo Corrales 45, 0:2 Ángel Carreño 51, 0:3 Hugo Bravo 106 |
| CD Huachipato – CD Universidad Católica 1:2 i 1:1 (dog) 1 1.06 2003 0:1 Patricio Ormazábal 36, 1:1 Cristián Reynero 45, 1:2 Miguel Ramírez 82k 2 16.06 2003 1:0 Héctor Mancilla 70, 1:1 Arturo Norambuena 92 |

Obok sześciu zwycięzców do ćwierćfinału awansowały dwa kluby, które wśród przegranych miały najlepszy dorobek punktowo-bramkowy – CD Huachipato i CSD Colo-Colo.

### 1/4 finału
W dwumeczach różnica bramkowa nie miała żadnego znaczenia – liczyły się tylko punkty. Jeśli po zakończeniu rewanżu obie drużyny miały jednakową liczbę punktów, sędzia zarządzał dogrywkę, która trwała do pierwszej strzelonej bramki. Wtedy drużyna, która zdobyła bramkę w dogrywce awansowała dalej.
| Santiago Wanderers – Cobreloa 1:3 i 2:4 1 18.06 2003 0:1 Rodrigo Barra 17s, 1:1 Jorge Guzmán 22, 1:2 José Luis Díaz 78k, 1:3 Patricio Galaz 83 2 21.06 2003 1:0 Jorge Guzmán 4, 2:0 Rodrigo Barra 11k, 2:1 José Luis Díaz 17k, 2:2 José Luis Díaz 31, 2:3 Patricio Galaz 40, 2:4 Patricio Galaz 46                                   |
| CD Cobresal – Universidad Concepción 2:1 i 1:7 (dog) 1 18.06 2003 1:0 Jorge Baeza 37, 2:0 Juan Quiroga 48k, 2:1 Ricardo Viveros 50 2 21.06 2003 0:1 Rodrigo Raín 3, 0:2 Marco Olea 9, 1:2 Fernando Rodríguez 15, 1:3 Luis Figueroa 31, 1:4 Juan José Ribera 45, 1:5 Fernando Solís 63, 1:6 Fernando Solís 82k, 1:7 Luis Figueroa 118 |
| CD Huachipato – Puerto Montt 2:0 i 3:2 1 19.06 2003 1:0 Rodrigo Millar 13, 2:0 Luis Chavarría 24 2 22.06 2003 0:1 Hugo Bravo 5, 1:1 Rodrigo Millar 22, 1:2 Johnny Lillo 26, 2:2 Gonzalo Jara 65, 3:2 Federico Bongioanni 81 |
| CSD Colo-Colo – CD Universidad Católica 2:3 i 1:0 (dog), karne 4:3 1 19.06 2003 1:0 Marcelo Espina 65, 2:0 Marcelo Espina 69, 2:1 Arturo Norambuena 78, 2:2 Arturo Norambuena 80, 2:3 Daniel Pérez 91 2 22.06 2003 1:0 Manuel Neira 41                                                                                               |

### 1/2 finału
W dwumeczach różnica bramkowa nie miała żadnego znaczenia – liczyły się tylko punkty. Jeśli po zakończeniu rewanżu obie drużyny miały jednakową liczbę punktów, sędzia zarządzał dogrywkę, która trwała do pierwszej strzelonej bramki. Wtedy drużyna, która zdobyła bramkę w dogrywce awansowała dalej.
| CD Huachipato – Cobreloa 2:1 i 0:2 (dog) 1 25.06 2003 0:1 José Luis Díaz 16, 1:1 Héctor Mancilla 82, 2:1 Luis Chavarría 90 2 28.06 2003 0:1 Darío Verón 50, 0:2 Fernando Martel 117                                                                     |
| CSD Colo-Colo – Universidad Concepción 3:0 i 3:2 1 26.06 2003 1:0 Manuel Neira 16, 2:0 Iván Zamorano 83, 3:0 Iván Zamorano 90 2 29.06 2003 0:1 Ricardo Viveros 5, 1:1 Marcelo Espina 12k, 2:1 Braulio Leal 37, 2:2 Marco Olea 40, 3:2 Marcelo Espina 85 |

### Finał
| CSD Colo-Colo – Cobreloa 0:0 i 0:4 |
| 3 lipca 2003 Santiago Estadio Monumental (40 000) CSD Colo-Colo – Cobreloa 0:0 Sędzia: Rubén Selman Żółte kartki: Iván Zamorano, Moisés Villarroel / Rodrigo Meléndez, Jaime González, Fernando Martel Club Social y Deportivo Colo-Colo (trener Jaime Pizarro): Jonny Walker – Marco Millape, Cristián Gómez, Luis Arturo Mena, Raúl Muñoz, Moisés Villarroel (96 Juan Pablo Úbeda), Joel Reyes, Gonzalo Fierro (81 Rodolfo Madrid), Marcelo Espina, Manuel Neira (70 Luis Ignacio Quinteros), Iván Zamorano Club de Deportes Cobreloa (trener Nelson Acosta): Nelson Tapia – Boris González, Luis Fuentes, Darío Verón, Rodrigo Pérez, Fernando Martel, Juan Luis González, Rodrigo Meléndez (83 Adán Vergara), José Luis Díaz (86 Cristián Morán), Patricio Galaz (70 Jonathan Cristernas), Jaime González |
| 6 lipca 2003 Calama Estadio Municipal (17 000) Cobreloa – CSD Colo-Colo 4:0 (1:0) Sędzia: Carlos Chandía Bramki: 1:0 Luis Fuentes 28, 2:0 José Luis Díaz 67, 3:0 Patricio Galaz 72, 4:0 Patricio Galaz 87 Żółte kartki: Rodrigo Meléndez, Luis Fuentes / Raúl Muñoz Czerwone kartki: – / Miguel Riffo (74), Iván Zamorano (74), Marco Villaseca (74) Club de Deportes Cobreloa (trener Nelson Acosta): Nelson Tapia – Boris González, Luis Fuentes, Darío Verón, Rodrigo Pérez, Juan Luis González (89 Adán Vergara), Rodrigo Meléndez, Fernando Martel, José Luis Díaz (71 Fernando Cornejo), Patricio Galaz, Jaime González (63 Jonathan Cristernas) Club Social y Deportivo Colo-Colo (trener Jaime Pizarro): Jonny Walker – Marco Millape (82 Cristián Gómez), Miguel Riffo, Luis Arturo Mena, Raúl Muñoz, Joel Reyes (46 Gonzalo Fierro), Marco Villaseca, Braulio Leal, Marcelo Espina, Manuel Neira (57 Luis Ignacio Quinteros), Iván Zamorano |

Mistrzem Chile turnieju Apertura w roku 2003 został klub Cobreloa, natomiast wicemistrzem Chile – klub CSD Colo-Colo. Tytuł mistrza zapewnił drużynie Cobreloa udział w Copa Libertadores 2004.

### Klasyfikacja strzelców bramek Apertura 2003
| Gole | Piłkarz            | Klub                      |
| ---- | ------------------ | ------------------------- |
| 18   | Salvador Cabañas   | Audax Italiano            |
| 12   | Marcelo Corrales   | Puerto Montt              |
| 12   | Juan Quiroga       | CD Cobresal               |
| 11   | Joel Soto          | Santiago Wanderers        |
| 11   | José Luis Díaz     | Cobreloa                  |
| 11   | Patricio Galaz     | Cobreloa                  |
| 10   | Elton Troncoso     | Temuco                    |
| 10   | Mauricio Pinilla   | Club Universidad de Chile |
| 10   | Gustavo Biscayzacú | Unión Española            |

## Liguilla Pre-Copa Sudamericana

### Pierwsza runda
Rozegrano po jednym meczu – gospodarzami były kluby drugoligowe
| Arica – Club Universidad de Chile 1:5 (0:2) - 9.07 2003 0:1 César Henríquez 18, 0:2 Fernando Pierucci 26, 1:2 Gustavo Bentos 63, 1:3 Diego Rivarola 79, 1:4 Fernando Pierucci 84, 1:5 Fernando Pierucci 86                      |
| Antofagasta – Cobreloa 3:0 (2:0) - 9.07 2003 1:0 Cristián Molina 13, 2:0 Jorge Rodríguez 30, 3:0 Cristián Molina 48 |
| Deportes Copiapó – CD Cobresal 1:0 (1:0) - 9.07 2003 1:0 Marcos Álvarez 38 |
| La Serena – Coquimbo Unido 2:2 (2:2, 1:1), karne 2:4 - 9.07 2003 1:0 Sebastián Páez 10, 1:1 Mario Villanueva 19, 1:2 Jaime Sandoval 63, 2:2 Héctor Suazo 87                                                                     |
| La Calera – CD Universidad Católica 0:2 (0:0) - 9.07 2003 0:1 Mark González 59, 0:2 Mark González 74 |
| Everton Viña del Mar – Santiago Wanderers 2:0 (1:0) - 9.07 2003 1:0 Alejandro Escalona 2, 2:0 Marcelo Suárez 48 |
| Melipilla – Unión San Felipe 1:0 (0:0) - 9.07 2003 1:0 Pedro Pinto 70 |
| CD O’Higgins – Audax Italiano 5:2 (3:2) - 9.07 2003 0:1 Jorge Guzmán 4, 1:1 Luis Flores 11, 1:2 Jorge Guzmán 18, 2:2 Luis Mori 34, 3:2 Luis Flores 44, 4:2 Luis Flores 57, 5:2 Pablo Montero 67                                 |
| CD Fernández Vial – Universidad Concepción 1:0 (1:0) - 9.07 2003 1:0 Marcos Sepúlveda 23 |
| CD Lota Schwager – CD Huachipato 0:2 (0:1) - 9.07 2003 0:1 Héctor Mancilla 39, 0:2 Rodrigo Millar 79 |
| Deportes Naval – Temuco 0:1 (0:1) - 9.07 2003 0:1 Franco González 21 |
| Provincial Osorno – Puerto Montt 1:0 (1:0) - 9.07 2003 1:0 Rubén Bascuñán 31 |
| Ovalle – CSD Colo-Colo 4:3 (3:3, 3:2) - 10.07 2003 1:0 Juan Aliaga 4, 2:0 Bernardo Barahona 8, 3:0 Edwin González 20, 3:1 Matías Fernández 28, 3:2 Juan Pablo Úbeda 43, 3:3 Juan Pablo Úbeda 59, 4:3 Javier Barraza 113         |
| Santiago Morning – CD Palestino 2:3 (1:2) - 10.07 2003 0:1 Mario Berríos 2, 1:1 Leonardo Salazar 5, 1:2 Joel Estay 11, 2:2 Esteban Paredes 65, 2:3 Joel Estay 70                                                                |
| Deportes Magallanes – Unión Española 5:2 (3:1) - 10.07 2003 0:1 Gustavo Biscayzacú 25, 1:1 Rubén Vallejos 26, 2:1 Hugo López 34, 3:1 Manuel Ibarra 42, 3:2 Gustavo Biscayzacú 46k, 4:2 Ariel Aravena 75, 5:2 Patricio Araya 77k |
| CSD Rangers – Concepción 3:0 (1:0) - 10.07 2003 1:0 Marco Bautista 36, 2:0 Rodrigo Garrido 51, 3:0 Jorge Carrasco 75 - CSD Rangers zapłacił klubowi Concepción 2200 dolarów za możliwość gry na własnym boisku                  |

### Druga runda
Rozegrano po jednym meczu – problem gospodarza kluby rozstrzygnęły we wzajemnych negocjacjach.
| Antofagasta – Club Universidad de Chile 2:1 (1:1, 1:1) - 13.07 2003 0:1 Diego Rivarola 14, 1:1 Jorge Rodríguez 25, 2:1 Juan Pastene 108                                      |
| Coquimbo Unido – Copiapó 2:1 (0:0) - 13.07 2003 0:1 Alberto Godoy 52, 1:1 Eduardo Muñoz 77, 2:1 César Díaz 81k                                                               |
| CD Universidad Católica – Ovalle 0:0 (0:0, 0:0), karne 4:5 - 13.07 2003 0:0                                                                                                  |
| Everton Viña del Mar – Melipilla 4:0 (1:0) - 13.07 2003 1:0 Luis Ceballos 8, 2:0 Ariel Pereyra 53, 3:0 Luis Ceballos 58, 4:0 Luis Ceballos 89                                |
| Deportes Magallanes – CD Palestino 2:3 (1:2) - 13.07 2003 1:0 Hugo López 6, 1:1 José Luis Villanueva 21, 1:2 José Luis Villanueva 35, 1:3 Joel Estay 51, 2:3 Jimmy Quiroz 62 |
| CD O’Higgins – CSD Rangers 2:1 (1:1, 0:0) - 13.07 2003 1:0 Claudio Videla 25, 1:1 Victor Aguila 35, 2:1 Claudio Videla 110                                                   |
| CD Huachipato – CD Fernández Vial 2:1 (1:0) - 13.07 2003 1:0 Francisco Castillo 15, 1:1 Jorge Torres 78k, 2:1 Nelson Lizana 84                                               |
| Provincial Osorno – Temuco 1:0 (0:0) - 13.07 2003 1:0 Alejandro Naif 75 |

### Trzecia runda
Rozegrano po jednym meczu – problem gospodarza meczu kluby rozstrzygnęły we wzajemnych negocjacjach.
| Everton Viña del Mar – CD Universidad Católica 2:2 (1:1, 1:0), karne 2:3 - 16.07 2003 1:0 Luis Ceballos 34, 1:1 Arturo Norambuena 60, 1:2 Iván Vásquez 105, 2:2 Ariel Pereyra 111           |
| Antofagasta – Coquimbo Unido 4:2 (1:2) - 17.07 2003 0:1 Mario Villanueva 30, 0:2 César Díaz 33, 1:2 Cristián Molina 43k, 2:2 Sergio Núñez 46, 3:2 Cristián Molina 60, 4:2 Patricio Reyes 90 |
| CD O’Higgins – CD Palestino 1:3 (0:2) - 17.07 2003 0:1 José Luis Villanueva 2, 0:2 Joel Estay 30, 1:2 Pablo Montero 76, 1:3 José Luis Villanueva 79                                         |
| Provincial Osorno – CD Huachipato 2:1 (0:0) - 17.07 2003 1:0 Alejandro Naif 63, 2:0 Rubén Bascuñán 72, 2:1 Luis Peña 88                                                                     |

### Finały
| CD Universidad Católica – Antofagasta 2:0 (1:0) - 17.07 2003 1:0 Sergio Gioino 44, 2:0 Sebastián Rozental 90            |
| Provincial Osorno – CD Palestino 2:1 (2:0) - 17.07 2003 1:0 Alejandro Naif 25, 2:0 Alejandro Naif 43, 2:1 Joel Estay 46 |

Do turnieju Copa Sudamericana 2003 zakwalifikowały się dwa kluby: CD Universidad Católica i Provincial Osorno.

## Torneo Clausura 2003

### Clausura 1
| Data          | Mecz |
| ------------- | --- |
| 25 lipca 2003 | Universidad Concepción – Santiago Wanderers 1:1 Fernando Solís 59k – José Contreras 9                                      |
| 26 lipca 2003 | CD Palestino – Puerto Montt 2:1 Juan Abarca 56, José Luis Villanueva 70 – Johnny Lillo 91                                  |
| 26 lipca 2003 | Unión Española – CD Huachipato 4:2 Gustavo Bizcayzacú 18, 34, José Luis Jerez 88, David Córdova 90 – Rodrigo Millar 44, 62 |
| 26 lipca 2003 | CD Universidad Católica – Temuco 3:0 Arturo Norambuena 32, Carlos Tapia 84, Jorge Luis Campos 85                           |
| 27 lipca 2003 | CSD Rangers – Coquimbo Unido 2:1 Carioca 2, Jorge Carrasco 36 – Bruno Pesce 46k                                            |
| 27 lipca 2003 | CD Cobresal – Unión San Felipe 2:0 Juan Quiroga 45, 74                                                                     |
| 27 lipca 2003 | Audax Italiano – CSD Colo-Colo 1:3 Fernando González 48 – Manuel Neira 45, Juan Pablo Úbeda 81, 87                         |
| 27 lipca 2003 | Club Universidad de Chile – Cobreloa 1:0 Cristián Muñoz 89                                                                 |

### Clausura 2
| Data            | Mecz |
| --------------- | --- |
| 1 sierpnia 2003 | Unión San Felipe – Coquimbo Unido 1:2 Juan Luis Lobos 58 – Rodrigo Corrales 26, Rodrigo Riep 32                                                    |
| 2 sierpnia 2003 | CSD Colo-Colo – Unión Española 3:3 Moises Villarroel 4, Manuel Neira 53, 67 – Pedro González 23, Rodrigo Ríos 45, José Luis Jerez 54               |
| 2 sierpnia 2003 | CD Huachipato – CD Universidad Católica 1:3 Héctor Mancilla 57k – Sergio Gioino 3, Sebastián Rozental 36, Jorge Luis Campos 67                     |
| 3 sierpnia 2003 | CD Cobresal – Audax Italiano 2:0 Rodrigo Viligrón 30, Juan Quiroga 63k                                                                             |
| 3 sierpnia 2003 | Temuco – CD Palestino 2:3 Cristián Canío 20k, 68 – Rodrigo Toloza 7, 72, 86                                                                        |
| 3 sierpnia 2003 | Cobreloa – CSD Rangers 4:0 Jonathan Cisternas 8, Juan Luis González 50, Rodrigo Pérez 53, Jaime González 70                                        |
| 3 sierpnia 2003 | Santiago Wanderers – Club Universidad de Chile 2:1 Gustavo Bentos 62, Arturo Sanhueza 76 – Diego Rivarola 39k mecz rozegrany został w Viña del Mar |
| 3 sierpnia 2003 | Puerto Montt – Universidad Concepción 0:4 Juan José Ribera 18, Jorge Valdivia 70, Marco Olea 76, 90                                                |

### Clausura 3
| Data             | Mecz |
| ---------------- | --- |
| 8 sierpnia 2003  | Unión Española – CD Cobresal 1:1 José Luis Jerez 68 – Juan Quiroga 63k                                                                                         |
| 9 sierpnia 2003  | CD Palestino – CD Huachipato 3:5 José Luis Villanueva 60k, 80, Joel Estay 87 – Federico Bongioanni 32, Rodrigo Millar 53, 73, Héctor Mancilla 64, 71           |
| 9 sierpnia 2003  | Audax Italiano – Unión San Felipe 1:1 Luis Medina 66k – David Candia 37k                                                                                       |
| 9 sierpnia 2003  | Club Universidad de Chile – Puerto Montt 3:1 Ezequiel Amaya 21, Fernando Pierucci 45, Nelson Pinto 90k – Hugo Bravo 88                                         |
| 9 sierpnia 2003  | Coquimbo Unido – Cobreloa 1:1 Bruno Pesce 60k – José Luis Díaz 40                                                                                              |
| 9 sierpnia 2003  | CSD Rangers – Santiago Wanderers 1:1 Gustavo Semino 45k – Jaime Riveros 56                                                                                     |
| 10 sierpnia 2003 | CD Universidad Católica – CSD Colo-Colo 2:5 Sergio Gioino 23, Mark González 52 – Juan Pablo Úbeda 11, Miguel Aceval 47, Gonzalo Fierro 57, Manuel Neira 77, 83 |
| 10 sierpnia 2003 | Universidad Concepción – Temuco 4:1 Rodrigo Rain 37, Marco Olea 50, Ricardo Viveros 75, Paulo Rosales 85 – Héctor Santibáñez 63k                               |

### Clausura 4
| Data             | Mecz |
| ---------------- | --- |
| 15 sierpnia 2003 | Temuco – Club Universidad de Chile 2:1 Luis Aravena 4, Hugo Droguett 35 – Diego Rivarola 39                              |
| 16 sierpnia 2003 | CD Cobresal – CD Universidad Católica 1:1 Víctor González 94 – Sebastián Rozental 46k                                    |
| 16 sierpnia 2003 | Unión San Felipe – Cobreloa 4:1 John Ahumada 23, David Candia 28, Juan Cruz Real 36, 87 – Juan Carlos Madrid 75          |
| 16 sierpnia 2003 | CD Huachipato – Universidad Concepción 1:2 Héctor Mancilla 23 – Ricardo Viveros 46k, Luis Figueroa 68                    |
| 17 sierpnia 2003 | CSD Colo-Colo – CD Palestino 2:1 Marcelo Espina 71, Silvio Fernández 86 – Joel Estay 88                                  |
| 17 sierpnia 2003 | Audax Italiano – Unión Española 3:2 Claudio Figueroa 36, Fernando González 77, 87 – José Luis Sierra 86, Rodrigo Ríos 90 |
| 17 sierpnia 2003 | Puerto Montt – CSD Rangers 2:0 Marcelo Corrales 7, Álvaro Sarabia 90                                                     |
| 17 sierpnia 2003 | Santiago Wanderers – Coquimbo Unido 2:1 Elton Troncoso 35, Gustavo Bentos 38 – Alberto Bruna 23                          |

### Clausura 5
| Data             | Mecz |
| ---------------- | --- |
| 23 sierpnia 2003 | CD Palestino – CD Cobresal 1:0 Cristián Gálvez 13                                                                 |
| 23 sierpnia 2003 | Coquimbo Unido – Puerto Montt 1:3 Alberto Bruna 50 – David Reyes 1, Marcelo Corrales 26, Ángel Carreño 83         |
| 24 sierpnia 2003 | Cobreloa – Santiago Wanderers 3:1 Jaime González 16, José Luis Díaz 43, Mauricio Dinamarca 71 – Elton Troncoso 56 |
| 24 sierpnia 2003 | Unión Española – Unión San Felipe 4:1 Gustavo Biscayzacú 2k, 55, 83, Pedro Reyes 40 – Juan Cruz Real 68           |
| 24 sierpnia 2003 | CSD Rangers – Temuco 3:2 Carioca 46, Marco Bautista 81, Gustavo Semino 90 – Héctor Santibáñez 32, Felipe Siles 92 |
| 24 sierpnia 2003 | Club Universidad de Chile – CD Huachipato 1:2 Nelson Pinto 75 – Francisco Hernández 12, 61                        |
| 25 sierpnia 2003 | CD Universidad Católica – Audax Italiano 2:0 Sebastián Rozental 36, Arturo Norambuena 90                          |
| 7 września 2003  | Universidad Concepción – CSD Colo-Colo 1:1 Andrés Oroz 45 – Braulio Leal 54                                       |

### Clausura 6
| Data             | Mecz |
| ---------------- | --- |
| 29 sierpnia 2003 | Audax Italiano – CD Palestino 1:3 Jorge Guzmán 41 – José Luis Villanueva 65, 68, Luis Henríquez 90                                                |
| 30 sierpnia 2003 | CD Cobresal – Universidad Concepción 3:4 Fernando Rodríguez 15, 47, Pedro Rivera 40 – Luis Figueroa 4, Ricardo Viveros 12, 61, Eduardo Hurtado 22 |
| 30 sierpnia 2003 | Unión San Felipe – Santiago Wanderers 1:1 Juan Cruz Real 90 – Jaime Riveros 68k                                                                   |
| 30 sierpnia 2003 | Unión Española – CD Universidad Católica 1:0 Pedro Reyes 76                                                                                       |
| 30 sierpnia 2003 | Temuco – Coquimbo Unido 2:1 Héctor Santibáñez 34k, Hugo Droguett 69 – Bruno Pesce 15k                                                             |
| 31 sierpnia 2003 | Puerto Montt – Cobreloa 2:1 Marcelo Corrales 77, Marco Muñoz 92 – Patricio Galaz 44                                                               |
| 31 sierpnia 2003 | CD Huachipato – CSD Rangers 1:3 Federico Bongioanni 56 – Mario Nuñez 61, Ismael Fuentes 66, Miguel Romero 79                                      |
| 31 sierpnia 2003 | CSD Colo-Colo – Club Universidad de Chile 1:1 Miguel Aceval 6 – Cristián Thompson 4 mecz przerwany w 55 minucie – wynik zachowano                 |

### Clausura 7
| Data             | Mecz |
| ---------------- | --- |
| 12 września 2003 | CD Universidad Católica – Unión San Felipe 1:2 Esteban Valencia 83k – Francis Ferrero 26, Juan Luis Lobos 64          |
| 13 września 2003 | CD Palestino – Unión Española 1:2 Joel Estay 44 – Gustavo Biscayzacú 74, 90k                                          |
| 13 września 2003 | Coquimbo Unido – CD Huachipato 1:2 Bruno Pesce 59k – Héctor Mancilla 28, Rodrigo Millar 68                            |
| 13 września 2003 | Club Universidad de Chile – CD Cobresal 4:0 Diego Rivarola 38k, 59, 76, Rodolfo Moya 42                               |
| 14 września 2003 | Santiago Wanderers – Puerto Montt 3:2 José Contreras 35, 75, Christian Gálvez 44 – Hugo Bravo 27, Marcelo Corrales 71 |
| 14 września 2003 | CSD Rangers – CSD Colo-Colo 2:1 Paolo Vivar 51, Mariano Martínez 60 – Mauricio Donoso 64                              |
| 14 września 2003 | Universidad Concepción – Audax Italiano 1:0 Marco Olea 64                                                             |
| 14 września 2003 | Cobreloa – Temuco 4:2 Jonathan Cisternas 17, José Luis Díaz 24, 54k, Patricio Galaz 90 – Cristián Canío 8, 43         |

### Clausura 8
| Data             | Mecz |
| ---------------- | --- |
| 20 września 2003 | Unión San Felipe – Puerto Montt 2:3 Francis Ferrero 86k, José Omar Fuentes 92 – Marcelo Corrales 57k, Favio Escobar 64, 93        |
| 20 września 2003 | Audax Italiano – Club Universidad de Chile 0:3 José Rojas 1, Ezequiel Amaya 26, Diego Rivarola 66                                 |
| 20 września 2003 | CD Universidad Católica – CD Palestino 3:1 Daniel Pérez 32, Miguel Ponce 44, Jorge Luis Campos 70 – Joel Estay 88                 |
| 20 września 2003 | Temuco – Santiago Wanderers 2:2 Cristián Canío 23, Héctor Santibáñez 79k – José Contreras 28, Claudio Núñez 69                    |
| 20 września 2003 | CD Huachipato – Cobreloa 2:2 Cristián Reynero 34, Héctor Mancilla 90 – Jaime González 36, Lisandro Sacripanti 61                  |
| 20 września 2003 | CD Cobresal – CSD Rangers 5:2 Juan Quiroga 32, 45, Jorge Baeza 61, Fernando Rodríguez 80, 88 – Fabián Ibarra 13, Miguel Romero 78 |
| 20 września 2003 | Unión Española – Universidad Concepción 2:2 Gustavo Biscayzacú 14, Carlos Cáceres 76 – Andrés Oroz 25, Jorge Valdivia 46          |
| 20 września 2003 | CSD Colo-Colo – Coquimbo Unido 4:1 Silvio Fernández 33, Ítalo Díaz 40s, David Henríquez 66, Manuel Neira 89 – César Díaz 47k      |

### Clausura 9
| Data             | Mecz |
| ---------------- | --- |
| 20 września 2003 | Club Universidad de Chile – Unión Española 1:4 Diego Rivarola 76 – Gustavo Bizcayzacú 7, 66, 90, Carlos Cáceres 81                                                |
| 27 września 2003 | CD Palestino – Unión San Felipe 4:2 Carlos Bechtholdt 18s, José Omar Fuentes 24s, Joel Estay 34, José Luis Villanueva 89k – Juan Luis Lobos 49, Juan Cruz Real 84 |
| 27 września 2003 | Santiago Wanderers – CD Huachipato 1:0 Jaime Riveros 16 |
| 27 września 2003 | Cobreloa – CSD Colo-Colo 1:2 Juan Luis González 11 – Silvio Fernández 50, Marco Millape 73                                                                        |
| 28 września 2003 | CSD Rangers – Audax Italiano 0:1 Jorge Guzmán 50 |
| 28 września 2003 | Universidad Concepción – CD Universidad Católica 3:0 Andrés Oroz 17, Juan José Ribera 70, Luis Pedro Figueroa 90                                                  |
| 28 września 2003 | Coquimbo Unido – CD Cobresal 0:0 |
| 28 września 2003 | Puerto Montt – Temuco 5:1 Álvaro Sarabia 50, Marcelo Corrales 57, 73, Fabio Escobar 70, David Reyes 90 – Patricio Monsálvez 6                                     |

### Clausura 10
| Data                | Mecz |
| ------------------- | --- |
| 3 października 2003 | Unión Española – CSD Rangers 2:1 Gustavo Bizcayzacú 19, José Luis Jerez 78 – Mario Núñez 71k                                        |
| 3 października 2003 | CSD Colo-Colo – Santiago Wanderers 3:0 Marcelo Espina 74k, Juan Pablo Úbeda 77, Manuel Neira 84                                     |
| 3 października 2003 | CD Palestino – Universidad Concepción 2:2 Joel Estay 74, Cristián Gálvez 90 – Juan José Ribera 11, Marco Olea 59                    |
| 3 października 2003 | Unión San Felipe – Temuco 3:1 Freddy Armijo 2, José Omar Fuentes 45k, Eduardo Pinto 74 – Héctor Santibáñez 39k                      |
| 5 października 2003 | CD Universidad Católica – Club Universidad de Chile 2:1 Arturo Norambuena 19, Sebastián Rozental 23 – Fernando Pierucci 75          |
| 5 października 2003 | Audax Italiano – Coquimbo Unido 2:1 Cristián Febre 18, Luis Medina 54 – César Díaz 25k                                              |
| 5 października 2003 | CD Huachipato – Puerto Montt 2:1 Rodrigo Millar 38k, Federico Bongioanni 46 – Marcelo Corrales 39                                   |
| 5 października 2003 | CD Cobresal – Cobreloa 3:3 Juan Quiroga 18k, Fernando Rodríguez 50, Alejandro Acosta 79 – Jaime González 5, 9, Fernando Cornejo 42k |

### Clausura 11
| Data                 | Mecz                                                                                         |
| -------------------- | -------------------------------------------------------------------------------------------- |
| 14 października 2003 | CSD Rangers – CD Universidad Católica 1:0 Miguel Ángel Romero?                               |
| 14 października 2003 | Cobreloa – Audax Italiano 2:1 Fernando Cornejo 70, Lisandro Sacripanti 89 – Jorge Guzmán 63  |
| 14 października 2003 | Universidad Concepción – Unión San Felipe 2:0 Marco Olea 40, Ricardo Viveros 70              |
| 14 października 2003 | Coquimbo Unido – Unión Española 2:1 César Díaz 3, Rodrigo Corrales 10 – Pedro González 23    |
| 15 października 2003 | Club Universidad de Chile – CD Palestino 0:2 José Luis Villanueva 69, Fernando López 86      |
| 15 października 2003 | Temuco – CD Huachipato 2:1 Patricio Lira 45, 61 – Héctor Mancilla 22                         |
| 15 października 2003 | Santiago Wanderers – CD Cobresal 3:1 Elthon Troncoso 21, 41, 83k – Juan Quiroga 45           |
| 15 października 2003 | Puerto Montt – CSD Colo-Colo 1:2 Marcelo Corrales 20 – David Henríquez 15, Marcelo Espina 23 |

### Clausura 12
| Data                 | Mecz |
| -------------------- | --- |
| 17 października 2003 | CD Universidad Católica – Coquimbo Unido 1:1 Sebastián Rozental 45k – Bruno Pesce 35                                                                             |
| 18 października 2003 | CSD Colo-Colo – Temuco 4:0 Manuel Neira 11, 63, Marco Millape 16, Mauricio Donoso 79                                                                             |
| 18 października 2003 | CD Palestino – CSD Rangers 6:2 José Luis Villanueva 3, 26, 38k, Joel Estay 51, 66, Luis Henríquez 88k – Mariano Martínez 9, Mario Núñez 71k                      |
| 18 października 2003 | Unión San Felipe – CD Huachipato 2:4 Carlos Bechtholdt 14, Juan Luis Lobos 72 – Francisco Hernández 52, Cristián Torres 54, Héctor Mancilla 75, Nelson Lizana 80 |
| 18 października 2003 | Unión Española – Cobreloa 3:1 Gustavo Biscayzacú 2, 67k, Pedro González 12 – Lisandro Sacripanti 86                                                              |
| 19 października 2003 | Universidad Concepción – Club Universidad de Chile 2:2 Fernando Solís 17k, Ricardo Viveros 45 – Ezequiel Amaya 64, Fernando Pierucci 85                          |
| 19 października 2003 | Audax Italiano – Santiago Wanderers 0:0 |
| 19 października 2003 | CD Cobresal – Puerto Montt 5:1 Damián Yáñez 10, 86, Juan Quiroga 13, Jorge Baeza 59, Fernando Rodríguez 67 – Héctor Aguila 30                                    |

### Clausura 13
| Data                 | Mecz |
| -------------------- | --- |
| 24 października 2003 | Santiago Wanderers – Unión Española 2:2 Arturo Sanhueza 59, Fabián Muñoz 81 – Pedro Reyes 3, Roberto Órdenes 77                                  |
| 25 października 2003 | CD Huachipato – CSD Colo-Colo 3:3 Nelson Lizana 36, Héctor Mancilla 49, Miguel Riffo 79s – Manuel Neira 25, Rodolfo Madrid 61, Marcelo Espina 78 |
| 25 października 2003 | Coquimbo Unido – CD Palestino 0:2 José Luis Villanueva 48k, Fernando López 69                                                                    |
| 25 października 2003 | Cobreloa – CD Universidad Católica 3:0 Fernando Cornejo 19k, 77k, Patricio Galaz 67                                                              |
| 26 października 2003 | Puerto Montt – Audax Italiano 0:3 Jorge Aguilar 72, Felipe González 75, Bemjamín Ruiz 79                                                         |
| 26 października 2003 | Club Universidad de Chile – Unión San Felipe 3:1 Diego Rivarola 43, 49, Marcelo Vega 60 – Francis Ferrero 15                                     |
| 26 października 2003 | CSD Rangers – Universidad Concepción 0:6 Marco Olea 35, Andrés Oroz 42, Luis Figueroa 60, Ariel Segalla 62, Eduardo Hurtado 80, 86               |
| 26 października 2003 | Temuco – CD Cobresal 0:1 Juan Quiroga 36 |

### Clausura 14
| Data                 | Mecz |
| -------------------- | --- |
| 31 października 2003 | Club Universidad de Chile – CSD Rangers 3:0 Diego Rivarola 5k, Rodolfo Moya 68, Manuel Iturra 77                                          |
| 1 listopada 2003     | CD Palestino – Cobreloa 2:2 Joel Estay 46, José Luis Villanueva 58k – Patricio Galaz 48, Juan Luis González 68                            |
| 1 listopada 2003     | CD Universidad Católica – Santiago Wanderers 2:4 Mark González 33, 45 – Jaime Riveros 32k, Arturo Sanhueza 35, 77, Fabián Muñoz 90        |
| 1 listopada 2003     | Unión Española – Puerto Montt 3:1 Pedro González 44, Carlos Cáceres 55, Gustavo Biscayzacú 90 – Johnny Lillo 85k                          |
| 2 listopada 2003     | CD Cobresal – CD Huachipato 4:2 Fernando Rodríguez 49, 90, Juan Quiroga 51, Juan Cisternas 71 – Rodrigo Millar 60, Francisco Hernández 70 |
| 2 listopada 2003     | Unión San Felipe – CSD Colo-Colo 1:1 Johnny Chaparro 80 – Miguel Riffo 2                                                                  |
| 2 listopada 2003     | Universidad Concepción – Coquimbo Unido 1:0 Juan José Ribera 38                                                                           |
| 2 listopada 2003     | Audax Italiano – Temuco 1:0 Nestor Contreras 49                                                                                           |

### Clausura 15
| Data             | Mecz |
| ---------------- | --- |
| 7 listopada 2003 | Puerto Montt – CD Universidad Católica 0:2 Arturo Norambuena 52, Jorge Luis Campos 70                                                       |
| 8 listopada 2003 | Coquimbo Unido – Club Universidad de Chile 2:3 César Díaz 43k, 66 – Marcos González 84, Nicolás Canales 89, Diego Rivarola 96k              |
| 8 listopada 2003 | Santiago Wanderers – CD Palestino 4:2 Mauricio Rojas 35, Gustavo Bentos 54, 62, 66 – Joel Estay 10, 48 mecz rozegrany został w Viña del Mar |
| 9 listopada 2003 | Cobreloa – Universidad Concepción 2:0 Patricio Galaz 37, 42                                                                                 |
| 9 listopada 2003 | CSD Colo-Colo – CD Cobresal 4:1 Marcelo Espina 13, Gonzalo Fierro 46, Braulio Leal 67, José Contreras 91s – Juan Quiroga 65k                |
| 9 listopada 2003 | CD Huachipato – Audax Italiano 2:1 Héctor Mancilla 62, 81 – Luis Medina 90k                                                                 |
| 9 listopada 2003 | Temuco – Unión Española 1:2 Felipe Siles 35 – Gustavo Biscayzacú 10, 61                                                                     |
| 9 listopada 2003 | CSD Rangers – Unión San Felipe 3:1 Fabián Ibarra 3, Mauricio Pozo 79, Ivan Alvarez 81 – David Candia 15k                                    |

### Tabele końcowe turnieju Clausura 2003
Choć wszystkie kluby pierwszej ligi grały ze sobą każdy z każdym, to o mistrzostwie nie decydowała ogólna tabela. Kluby zostały wcześniej podzielone na 4 grupy. O awansie do następnej rundy decydowało najpierw miejsce w grupie, a dopiero potem dorobek punktowo-bramkowy. Z grup A, B i D po trzy najlepsze kluby awansowały bezpośrednio do 1/8 finału mistrzostw, a z grupy C bezpośrednio do 1/8 finału awansowały dwa kluby. Do fazy barażowej (tzw. Repechaje), która miała wyłonić dwunastego uczestnika 1/8 finału awansował trzeci zespół grupy C i czwarty zespół grupy B.

#### Grupa A
| Poz. | Klub                      | Mecze | Zw | Rem | Por | Pkt | BrZd | BrStr |
| ---- | ------------------------- | ----- | -- | --- | --- | --- | ---- | ----- |
| 1    | Club Universidad de Chile | 15    | 7  | 2   | 6   | 23  | 28   | 21    |
| 2    | Cobreloa                  | 15    | 6  | 4   | 5   | 22  | 30   | 24    |
| 3    | CD Huachipato             | 15    | 6  | 2   | 7   | 20  | 30   | 33    |
| 4    | Temuco                    | 15    | 3  | 1   | 11  | 10  | 18   | 38    |

#### Grupa B
| Poz. | Klub               | Mecze | Zw | Rem | Por | Pkt | BrZd | BrStr |
| ---- | ------------------ | ----- | -- | --- | --- | --- | ---- | ----- |
| 1    | CSD Colo-Colo      | 15    | 9  | 5   | 1   | 32  | 39   | 19    |
| 2    | Santiago Wanderers | 15    | 7  | 6   | 2   | 27  | 27   | 22    |
| 3    | CD Palestino       | 15    | 8  | 2   | 5   | 26  | 35   | 28    |
| 4    | Audax Italiano     | 15    | 5  | 2   | 8   | 17  | 15   | 22    |

#### Grupa C
| Poz. | Klub                    | Mecze | Zw | Rem | Por | Pkt | BrZd | BrStr |
| ---- | ----------------------- | ----- | -- | --- | --- | --- | ---- | ----- |
| 1    | Unión Española          | 15    | 9  | 4   | 2   | 31  | 36   | 22    |
| 2    | CD Universidad Católica | 15    | 6  | 2   | 7   | 20  | 22   | 24    |
| 3    | Puerto Montt            | 15    | 5  | 0   | 10  | 15  | 23   | 34    |
| 4    | Coquimbo Unido          | 15    | 2  | 3   | 10  | 9   | 15   | 27    |

#### Grupa D
| Poz. | Klub                   | Mecze | Zw | Rem | Por | Pkt | BrZd | BrStr |
| ---- | ---------------------- | ----- | -- | --- | --- | --- | ---- | ----- |
| 1    | Universidad Concepción | 15    | 9  | 5   | 1   | 32  | 35   | 15    |
| 2    | CD Cobresal            | 15    | 6  | 4   | 5   | 22  | 29   | 26    |
| 3    | CSD Rangers            | 15    | 6  | 1   | 8   | 19  | 20   | 36    |
| 4    | Unión San Felipe       | 15    | 3  | 3   | 9   | 9*  | 22   | 33    |

- klubowi Unión San Felipe odjęto 3 punkty za to, że klub we wrześniu nie zapłacił gaży swoim piłkarzom

### Repechaje
| 16.11 2003 Puerto Montt – Audax Italiano 1:1 (1:0) 1:0 Favio Escobar 5, 1:1 Jorge Carrasco 87 do 1/8 finału awansował dzięki lepszemu dorobkowi punktowo-bramkowemu klub Audax Italiano |

### 1/8 finału
W dwumeczach różnica bramkowa nie miała żadnego znaczenia – liczyły się tylko punkty. Jeśli po zakończeniu rewanżu obie drużyny miały jednakową liczbę punktów, sędzia zarządzał dogrywkę, która trwała do pierwszej strzelonej bramki. Wtedy drużyna, która zdobyła bramkę w dogrywce awansowała dalej.
| CSD Rangers – Universidad Concepción 2:2 i 1:3 1 21.11 2003 0:1 Eduardo Hurtado 9, 1:1 Ismael Fuentes 48, 1:2 Jorge Valdivia 60, 2:2 Mariano Martínez 90 2 30.11 2003 0:1 Mauricio Cataldo 40, 0:2 Mauricio Cataldo 53, 0:3 Mauricio Cataldo 55, 1:3 Mario Núñez 88 drugi mecz rozegrany został w Talcahuano                                                              |
| Cobreloa – Club Universidad de Chile 3:2 i 3:1 1 22.11 2003 1:0 Jonathan Cisternas 22, 2:0 José Luis Díaz 28, 2:1 Renzo Yáñez 38, 2:2 Ezequiel Amaya 41, 3:2 Mauricio Dinamarca 86 2 30.11 2003 0:1 Rodrigo Pérez 16, 0:2 Patricio Galaz 32, 1:2 Marcos González 59, 1:3 José Luis Díaz 59                                                                                |
| Audax Italiano – CSD Colo-Colo 1:1 i 0:4 1 23.11 2003 0:1 Silvio Fernández 26, 1:1 Jorge Guzmán 60 2 29.11 2003 0:1 Rodolfo Madrid 2, 0:2 Juan Pablo Úbeda 49, 0:3 Manuel Neira 55, 0:4 Manuel Neira 72 |
| CD Huachipato – Unión Española 1:2 i 2:3 1 23.11 2003 1:0 Luis Chavarría 11, 1:1 Gustavo Biscayzacú 17, 1:2 Rodrigo Ríos 86 2 28.11 2003 0:1 Gustavo Biscayzacú 13, 0:2 José Luis Sierra 17, 0:3 Pedro González 46, 1:3 Rodrigo Millar 62, 2:3 Francisco Hernández 78 |
| CD Universidad Católica – Santiago Wanderers 4:1 i 1:2 (dog), karne 4:2 1 23.11 2003 1:0 Arturo Sanhueza 5s, 1:1 Jorge Ormeño 12, 2:1 Arturo Norambuena 16, 3:1 Arturo Norambuena 47, 4:1 Daniel Pérez 57 (mecz przerwany w 85 minucie z powodu zamieszek na trybunach – wynik zachowano) 2 1.12 2003 1:0 Jorge Ormeño 34, 1:1 Mauricio Segovia 56, 2:1 Gustavo Bentos 63 |
| CD Cobresal – CD Palestino 0:0 i 2:1 1 23.11 2003 0:0 2 29.11 2003 1:0 Carlos Barraza 13, 1:1 Fernando López 69, 2:1 Diego Silva 93 |

Obok sześciu zwycięzców do ćwierćfinału awansowały dwa kluby, które wśród przegranych miały najlepszy dorobek punktowo-bramkowy – CD Palestino i Santiago Wanderers.

### 1/4 finału
W dwumeczach różnica bramkowa nie miała żadnego znaczenia – liczyły się tylko punkty. Jeśli po zakończeniu rewanżu obie drużyny miały jednakową liczbę punktów, sędzia zarządzał dogrywkę, która trwała do pierwszej strzelonej bramki. Wtedy drużyna, która zdobyła bramkę w dogrywce awansowała dalej.
| Cobreloa – Unión Española 4:1 i 4:2 1 3.12 2003 1:0 José Luis Díaz 22, 2:0 Mauricio Dinamarca 56, 3:0 Patricio Galaz 68, 4:0 Juan Carlos Madrid 78, 4:1 Gustavo Biscayzacú 86 2 6.12 2003 1:0 Patricio Galaz 20, 2:0 Patricio Galaz 24, 3:0 Jonathan Cisternas 33, 3:1 José Luis Jerez 60, 3:2 Gustavo Biscayzacú 77, 4:2 José Luis Díaz 82                                        |
| CD Cobresal – Universidad Concepción 2:1 i 2:5 (dog) 1 3.12 2003 1:0 Juan Cisternas 22, 1:1 Eduardo Hurtado 44, 2:1 Juan Cisternas 65 2 7.12 2003 0:1 Fernando Solís 13k, 0:2 Juan José Ribera 22, 0:3 Jorge Valdivia 33, 0:4 Marco Olea 36, 0:5 Eduardo Hurtado 47, 1:5 Damián Yáñez 90, 2:5 Juan Quiroga 112 (mecz w Talcahuano – bramka w dogrywce dała awans klubowi Cobresal) |
| CD Universidad Católica – CSD Colo-Colo 1:2 i 0:0 1 4.12 2003 0:1 Manuel Neira 6, 0:2 Silvio Fernández 31, 1:2 Arturo Norambuena 41 2 6.12 2003 0:0 |
| CD Palestino – Santiago Wanderers 1:1 i 1:1 (dog), karne 2:4 1 4.12 2003 0:1 Jaime Riveros 20, 1:1 José Luis Villanueva 23 2 6.12 2003 0:1 Paulo Pérez 36, 1:1 José Luis Villanueva 84k (mecz w Viña del Mar) |

### 1/2 finału
W dwumeczach różnica bramkowa nie miała żadnego znaczenia – liczyły się tylko punkty. Jeśli po zakończeniu rewanżu obie drużyny miały jednakową liczbę punktów, sędzia zarządzał dogrywkę, która trwała do pierwszej strzelonej bramki. Wtedy drużyna, która zdobyła bramkę w dogrywce awansowała dalej.
| CD Cobresal – CSD Colo-Colo 1:1 i 0:2 1 10.12 2003 1:0 Fernando Rodriguez 52, 1:1 Gonzalo Fierro 76 2 13.12 2003 0:1 Silvio Fernández 81, Silvio Fernández 83 |
| Cobreloa – Santiago Wanderers 2:0 i 0:0 1 11.12 2003 1:0 Jaime González 41, 2:0 Mauricio Dinamarca 66 2 14.12 2003 0:0 (mecz w Viña del Mar)                  |

### Finał
| Cobreloa – CSD Colo-Colo 2:2 i 2:1 |
| 17 grudnia 2003 Calama Estadio Municipal (7633) Cobreloa – CSD Colo-Colo 2:2 (0:0) Sędzia: Carlos Chandía Bramki: 1:0 Jaime González 52, 1:1 Marcelo Espina 75, 2:1 Fernando Cornejo 80k, 2:2 David Henríquez 90 Club de Deportes Cobreloa (trener Luis Garisto): Nelson Tapia – Boris González, Luis Fuentes, Adán Vergara, Rodrigo Pérez, Fernando Cornejo, Juan Luis González, Jonathan Cisternas (83 Juan Carlos Madrid), Mauricio Dinamarca, Patricio Galaz, Jaime González Club Social y Deportivo Colo-Colo (trener Jaime Pizarro): Claudio Bravo – Marco Millape (70 Gonzalo Fierro), David Henríquez, Luis Arturo Mena, Miguel Riffo (88 Braulio Leal), Moisés Villarroel, Marco Villaseca, Rodolfo Madrid (86 Juan Pablo Úbeda), Marcelo Espina, Silvio Fernández, Manuel Neira |
| 21 grudnia 2003 Santiago Estadio Monumental (40 000) CSD Colo-Colo – Cobreloa 1:2 (0:1) Sędzia: Rubén Selman Bramki: 0:1 Luis Fuentes 41, 0:2 Jaime González 70, 1:2 Silvio Fernández 81 Żółte kartki: David Henríquez, Luis Arturo Mena, Silvio Fernández / Adán Vergara, José Luis Díaz Czerwone kartki: David Henríquez (86 – druga żółta) / – Club Social y Deportivo Colo-Colo (trener Jaime Pizarro): Claudio Bravo – David Henríquez, Luis Arturo Mena, Miguel Aceval, Marco Millape (46 Gonzalo Fierro), Marco Villaseca (55 Braulio Leal), Moisés Villarroel, Rodolfo Madrid (69 Juan Pablo Úbeda), Marcelo Espina, Manuel Neira, Silvio Fernández Club de Deportes Cobreloa (trener Luis Garisto): Nelson Tapia – Boris González, Luis Fuentes, Adán Vergara, Rodrigo Pérez, Fernando Cornejo, Mauricio Dinamarca, José Luis Díaz (83 Arcadio González), Jonathan Cisternas, Patricio Galaz (90 Juan Carlos Madrid), Jaime González (72 Juan Luis González) |

Mistrzem Chile turnieju Clausura w roku 2003 został klub Cobreloa, natomiast wicemistrzem Chile – klub CSD Colo-Colo.

### Klasyfikacja strzelców bramek Clausura 2003
| Gole | Piłkarz              | Klub                      |
| ---- | -------------------- | ------------------------- |
| 21   | Gustavo Biscayzacú   | Unión Española            |
| 14   | Manuel Neira         | CSD Colo-Colo             |
| 14   | José Luis Villanueva | CD Palestino              |
| 12   | Juan Quiroga         | CD Cobresal               |
| 11   | Joel Estay           | CD Palestino              |
| 11   | Héctor Mancilla      | CD Huachipato             |
| 11   | Diego Rivarola       | Club Universidad de Chile |

## Tabela sumaryczna sezonu 2003
Tabela obejmuje sumaryczny dorobek klubów w turniejach Apertura i Clausura, zebrany w fazach ligowych mistrzostw, gdzie kluby grały ze sobą każdy z każdym.
| Poz. | Klub                        | Mecze | Zw | Rem | Por | Pkt | BrZd | BrStr |
| ---- | --------------------------- | ----- | -- | --- | --- | --- | ---- | ----- |
| 1    | Universidad Concepción      | 30    | 16 | 8   | 6   | 56  | 64   | 36    |
| 2    | CSD Colo-Colo               | 30    | 15 | 10  | 5   | 55  | 67   | 42    |
| 3    | Cobreloa                    | 30    | 16 | 5   | 9   | 53  | 56   | 40    |
| 4    | Unión Española              | 30    | 14 | 7   | 9   | 49  | 60   | 54    |
| 5    | Santiago Wanderers          | 30    | 12 | 10  | 8   | 46  | 51   | 45    |
| 6    | CD Universidad Católica     | 30    | 12 | 8   | 10  | 44  | 49   | 44    |
| 7    | Club Universidad de Chile   | 30    | 11 | 10  | 9   | 43  | 58   | 45    |
| 8    | CD Cobresal                 | 30    | 12 | 7   | 11  | 43  | 56   | 45    |
| 9    | Audax Italiano              | 30    | 13 | 4   | 13  | 43  | 52   | 52    |
| 10   | CD Palestino                | 30    | 13 | 4   | 13  | 43  | 53   | 56    |
| 11   | CD Huachipato               | 30    | 12 | 5   | 13  | 41  | 52   | 55    |
| 12   | Puerto Montt                | 30    | 12 | 4   | 14  | 40  | 49   | 56    |
| 13   | CSD Rangers                 | 30    | 9  | 12  | 9   | 39  | 48   | 62    |
| 14   | Temuco                      | 30    | 8  | 4   | 18  | 28  | 42   | 71    |
| 15   | Unión San Felipe            | 30    | 6  | 7   | 17  | 22  | 35   | 59    |
| 16   | Coquimbo Unido              | 30    | 4  | 5   | 21  | 17  | 27   | 57    |
| *    | Provincial Osorno (II liga) | *     | *  | *   | *   | *   | *    | *     |

Nikt nie spadł do II ligi, natomiast do pierwszej ligi awansował mistrz II ligi (Everton Viña del Mar) i wicemistrz II ligi (La Serena). I liga powiększona została do 18 klubów.